# Peter Christian Dietz
Peter Christian Dietz (* 9. Juli 1737 in Darmstadt; † 21. Januar 1805 in Umstadt) war ein deutscher Jurist, Oberamtmann und Hessen-Darmstädtischer
Wirklicher Geheimer Rat. 

## Leben
Peter Christian Dietz wurde als Sohn des Hofpredigers und Superintendenten Johann Hector Dietz (1704–1780) und dessen Ehefrau Maria Magdalena Schmeltzer (1714–1762) geboren.
Nach dem Studium der Rechtswissenschaften an der Georg-August-Universität Göttingen, wo er am 15. September 1757 zum Dr. jur. promovierte, wurde er im Jahre 1759 im Rang eines Oberamtmanns mit der Leitung der Verwaltung im Amt Kelsterbach beauftragt und war damit seiner vorgesetzten Behörde unmittelbar persönlich verantwortlich. Aufgaben und Befugnisse entsprachen dem Amt des heutigen Landrats.
Kurze Zeit später wechselte er als Praktikant zum Reichskammergericht in Wetzlar.
1765 übernahm er als Oberamtmann die Leitung der Umstädter Verwaltung.
1770 zum Regierungsrat ernannt, wechselte er im März 1771 in die Dienste des Fürsten Karl Thomas zu Löwenstein-Wertheim-Rochefort, dessen Wirklicher Geheimer Rat er wurde. Er bezog seine Wohnung im Schloss Ysenburg.
Am 7. Januar 1779 ernannte ihn Landgraf Ludwig von Hessen-Darmstadt zum Wirklichen Regierungsrat und holte ihn nach Umstadt zurück. 
Dietz zog mit seiner Familie in das Darmstädter Schloss.

### Familie
Am 11. November 1761 heiratete er in Frankfurt/Main Karolina Maria Anna von Hoffmann (1744–1762), die eine Nichte von Goethes Ehefrau Christiane von Goethe war. Sie starb nach kurzer Ehe kinderlos.
Nach Marias Tod heiratet er am 20. Januar 1765 in Frankfurt Katharina Elisabetha Luther (1744–1782), mit der er die Kinder 
Anna Henrietta (* 1765, ∞ Josef Edler von Sax), Johanna Maria Magdalena Elisabeth (1767–1851), Maria Magdalena (1768–1817, ∞ Generalmajor Friedrich von Kleist), Margarethe Albertine (1769–1826, ∞ Kammersekretär Andreas Hesse), Karl Joseph (1772–1845, Landrat), Karoline (1776–1858, ∞ Heinrich Engel) und Anna Sibylla (1778–1819, ∞ Georg Karl Strecker) hatte. Der Sohn Friedrich Wilhelm (1797–1825) und die Tochter Henriette Margarethe (1802–1858) stammten aus der am 3. Januar 1797 in Umstadt geschlossenen 3. Ehe mit Luise Kleinhans (1773–1816).